# 蘆竹德林寺
蘆竹德林寺，是臺灣桃園市蘆竹區的觀音寺，主祀觀音菩薩。
臺灣日治時代，本地鄉民信奉林口竹林寺的觀音菩薩，每年定時前往進香，1945年國民政府接管臺灣，旋於1947年發生二二八事件，蘆竹李春旺、黃定、陳石定、陳水金、蔡文諒五位鄉民，外出撿拾柴火，被國軍擄走而且虐死，接連白色恐怖，死傷無數，1948年，乘著迎請竹林寺觀音菩薩到本地「過頭」時，祈禱菩薩來此慰靈，並祈求地方安靖，消弭刀兵，但鄉民不捨菩薩回鑾返駕，強留菩薩。後與廟方協商後，雕刻一尊觀音菩薩佛像送至竹林寺開光，分香完畢後，送回蘆竹，組織蘆竹檀越會輪祀，1953年本地仕紳倡議建廟，觀音菩薩神谕，請託由竹圍福海宮輔信王公起乩堪輿擇地，1955年建廟，1956年竣工並入火安座，定寺名以「竹林寺」之臺語諧音，稱為「德林寺」。
2016年10月桃園市長鄭文燦參拜時說，臺灣人供奉觀音媽的習俗由來已久，北部地區起源自龍山寺，後來傳至林口竹林寺，並續傳到蘆竹、中壢等地，而這也是「觀音媽過頭」的由來（觀音菩薩巡迴各個聚落角頭）。